# تقنية الإدارة النشطة من إنتل
تقنية الإدارة النشطة من إنتل هي نظام لإدارة أجهزة الحواسب وصيانتها عن بُعد. تعتمد هذه التقنية على استخدام أجهزة وبرامج ثابتة لإدارة حواسب الأعمال مختارة عن بُعد خارج النطاق الترددي، وتعمل على محرك إدارة إنتل، وهو نظام فرعي للمعالج الصغري غير متاح للمستخدم، ومُصمم لمراقبة الأنظمة وصيانتها وتحديثها وإصلاحها. تختلف الإدارة خارج النطاق الترددي (OOB) أو القائمة على الأجهزة عن الإدارة القائمة على البرامج (أو داخل النطاق الترددي) ووكلاء إدارة البرامج، إذ تعمل الإدارة القائمة على الأجهزة بمستوى مختلف عن تطبيقات البرامج، وتستخدم قناة اتصال (من خلال حزمة بروتوكولات الإنترنت) تختلف عن الاتصال القائم على البرامج (الذي يتم من خلال حزمة البرامج في نظام التشغيل). لا تعتمد الإدارة القائمة على الأجهزة على وجود نظام تشغيل أو وكيل إدارة مُثبّت محليًا. كانت الإدارة القائمة على الأجهزة في السابق متاحة في أجهزة الحواسب التي تعمل باستخدام معالجات إنتل/إي إم دي، ولكنها أصبحت تقتصر في الوقت الحالي إلى حد كبير على التكوين التلقائي باستخدام بروتوكول تهيئة المضيف الآلية أو بروتوكول التمهيد لتخصيص عناوين بروتوكول الإنترنت الديناميكية ومحطات العمل الخالية من الأقراص، بالإضافة إلى خاصية الاستيقاظ على الشبكة المحلية لتشغيل الأنظمة عن بُعد. عادة لا يتم استخدام تقنية إنتل للإدارة النشطة بمفردها، ولكنها تُستخدم جنبًا إلى جنب مع استخدام تطبيق إدارة البرامج، إذ تمنح تطبيق الإدارة (وبالتالي مسؤول النظام الذي يستخدمه) إمكانية الوصول إلى جهاز الحاسوب من خلال الأسلاك للقيام بمهام صعبة أو مستحيلة أحيانًا عند العمل على جهاز حاسوب لا يحتوي على وظائف تحكم عن بُعد مدمجة فيه.